# Anguilcourt-le-Sart
Anguilcourt-le-Sart és un municipi francès situat al departament de l'Aisne i a la regió dels Alts de França. L'any 2007 tenia 280 habitants.

## Demografia

### Població
El 2007 la població de fet d'Anguilcourt-le-Sart era de 280 persones. Hi havia 109 famílies de les quals 32 eren unipersonals (8 homes vivint sols i 24 dones vivint soles), 32 parelles sense fills, 41 parelles amb fills i 4 famílies monoparentals amb fills.
La població ha evolucionat segons el següent gràfic:
Habitants censats

### Habitatges
El 2007 hi havia 133 habitatges, 110 eren l'habitatge principal de la família, 11 eren segones residències i 12 estaven desocupats. Tots els 132 habitatges eren cases. Dels 110 habitatges principals, 84 estaven ocupats pels seus propietaris, 21 estaven llogats i ocupats pels llogaters i 5 estaven cedits a títol gratuït; 5 tenien dues cambres, 18 en tenien tres, 19 en tenien quatre i 68 en tenien cinc o més. 63 habitatges disposaven pel capbaix d'una plaça de pàrquing. A 52 habitatges hi havia un automòbil i a 45 n'hi havia dos o més.

### Piràmide de població
La piràmide de població per edats i sexe el 2009 era:
| Homes | Edats   | Dones |
| ----- | ------- | ----- |
| 0     | 95 o +  | 0     |
| 0     | 90 a 94 | 0     |
| 0     | 85 a 89 | 0     |
| 0     | 80 a 84 | 0     |
| 4     | 75 a 79 | 8     |
| 4     | 70 a 74 | 12    |
| 8     | 65 a 69 | 8     |
| 4     | 60 a 64 | 8     |
| 8     | 55 a 59 | 8     |
| 12    | 50 a 54 | 12    |
| 12    | 45 a 49 | 4     |
| 24    | 40 a 44 | 8     |
| 0     | 35 a 39 | 4     |
| 8     | 30 a 34 | 4     |
| 4     | 25 a 29 | 16    |
| 0     | 20 a 24 | 0     |
| 4     | 15 a 19 | 12    |
| 0     | 10 a 14 | 8     |
| 4     | 5 a 9   | 4     |
| 8     | 0 a 4   | 8     |

## Economia
El 2007 la població en edat de treballar era de 171 persones, 121 eren actives i 50 eren inactives. De les 121 persones actives 106 estaven ocupades (68 homes i 38 dones) i 15 estaven aturades (7 homes i 8 dones). De les 50 persones inactives 10 estaven jubilades, 17 estaven estudiant i 23 estaven classificades com a «altres inactius».

### Ingressos
El 2009 a Anguilcourt-le-Sart hi havia 110 unitats fiscals que integraven 281 persones, la mediana anual d'ingressos fiscals per persona era de 15.668 €.

### Activitats econòmiques
Dels 10 establiments que hi havia el 2007, 1 era d'una empresa de fabricació d'altres productes industrials, 2 d'empreses de construcció, 1 d'una empresa de comerç i reparació d'automòbils, 4 d'empreses financeres i 2 d'empreses de serveis.
Dels 3 establiments de servei als particulars que hi havia el 2009, 1 era un taller de reparació d'automòbils i de material agrícola i 2 lampisteries.
L'any 2000 a Anguilcourt-le-Sart hi havia 11 explotacions agrícoles.

## Equipaments sanitaris i escolars
El 2009 hi havia una escola maternal integrada dins d'un grup escolar amb les comunes properes formant una escola dispersa.

## Poblacions més properes
El següent diagrama mostra les poblacions més properes.